# Refugi de Pineta
El Refugi de Pineta es troba a 1.240m al fons de la Vall de Pineta just a la vora del Parc Nacional d'Ordesa i Mont Perdut. És un refugi de muntanya guardat amb capacitat per 71 persones. Disposa de flassades, matalassos, aigua calenta, cuina lliure, lavabos i dutxes, calefacció, bar, servei de menjars, armariets, calcer de descans i aula polivalent.

## Activitats
Des del refugi de Pineta es poden realitzar diverses activitats, com senderisme seguint el sender de llarg recorregut GR 11 i el GR 19 Senders del Sobrarb així com travesses al Refugi de Góriz, al circ de Gavarnia, a la Vall del Rio Real, etc. També ascensions mítiques dels tresmils de la zona, com el Mont Perdut (3.355m), el Cilindre de Marboré (3.335m) o el Pic de Marboré (3.248m), Astazu Oriental (3.071m) i l'Occidental (3.012m), Chinipro, La Munia, Robiñera, Peña Blanca, etc. A l'hivern es pot realitzar esquí de muntanya i alpinisme.

## Accés
Des de Bielsa, seguint durant 12 quilòmetres la carretera fins al refugi.